# Poeltinula
Poeltinula Hafellner (poeltinula) – rodzaj grzybów z rodziny wzorcowatych (Rhizocarpaceae). Ze względu na współżycie z glonami zaliczany jest do grupy porostów.

## Systematyka i nazewnictwo
Pozycja w klasyfikacji według Index Fungorum: Rhizocarpaceae, Rhizocarpales, Lecanoromycetidae, Lecanoromycetes, Pezizomycotina, Ascomycota, Fungi.
Synonimy nazwy naukowej: Encephalographomyces Cif. & Tomas., Melanospora Mudd.
Nazwa polska według W. Fałtynowicza.

## Gatunki
- Poeltinula cacuminum (Asta, Clauzade & Cl. Roux) Clauzade & Cl. Roux 1985[4]
- Poeltinula cerebrina (DC.) Hafellner 1984 – poeltinula pofałdowana

Nazwy naukowe na podstawie Index Fungorum.  Nazwa polska według W. Fałtynowicza.